# Дай-цзун (династія Тан)
Дай-цзун (кит.: 代宗; піньїнь: Dàizōng), особисте ім'я Лі Юй (кит.: 李豫; піньїнь: Lǐ Yù; 9 січня 726 —23 травня 779) — одинадцятий імператор династії Тан у 762–779 роках.

## Життєпис
Народився 9 січня 726 року у родині Лі Сішеня, князя Чона, майбутнього імператора Су-цзуна. Був його старшим сином. Отримав гарну освіту. Втім відкинув конфуціанство й даосизм. Більше мав прихильність до буддизму. Разом із батьком боровся проти повстанців на чолі з Ань Лушанєм, а потім родиною Ші. Після смерті батька у 762 році інша дружина Су-цзуна — імператриця Чжан — намагалася відсторонити Лі Ю від влади, зробивши імператором власного сина. Цьому завадив євнух Лі Фугуо. Зрештою Лі Ю став імператором Дай-цзуном, а імператрицю Чжан страчено.
За його правління завершилася війна по відновленню влади династії на північних китайських землях. Разом з тим у 763 році розпочалася війна з Тибетом. Війська тибетського імператора Тисрондецана захопили столицю Чан'ань й оголосили імператором Китаю двоюрідного брата Су-цзуна — Лі Ченьхуна. Дай-цзун втік з рештою військ у східні префектури. Втім того ж року китайський генерал Го Цзиі відвоював столицю. Згідно з миром, Китай втратив значні території, де розводили коней. З цього моменту їх стали купувати в уйгурів, на що йшли тисячі рулонів шовку. У 764 році відбулося повстання на території сучасної провінції Шаньсі, яке втім швидко було придушено. Проте ці події значно похитнули силу уряду.
У 764—765 роках відбулися нові військові сутички з Тибетом. Водночас військові губернатори (цзєдуши) на півночі імперії стали все більш самостійними. У 768—772 роках імператор Дай-цзун намагався приборкати їх, але марно. Тоді ж відбувся конфлікт з уйгурами, які на деякий час захопили Лоян. Лише після укладання нової вигідної їм угоди залишили територію Китаю. Все це посилювало економічні складнощі. Ще на початку свого правління Дай-цзун щоб поповнити скарбницю посилив соляну державну монополію. У 772 році він спробував впровадити монополію на чай, проте невдало внаслідок корупції провінційних чиновників. Наприкінці життя влада багатьох військових губернаторів вже передавалася у спадок, а Дай-цзун лише затверджував цей факт. Водночас посилилися позиції євнухів. Імператор останні роки приділяв розвитку буддизму в імперії, будівництву буддистських храмів. Він помер 23 травня 779 року.